# Santa Cruz del Norte
Santa Cruz del Norte là một đô thị ở tỉnh La Habana của Cuba. Đô thị này nằm ở phía bắc tỉnh, giữa thành phố La Habana và Matanzas, tại cửa sông Santa Cruz.
Khu định cư được lập năm 1800, lúc đó là một cộng đồng ngư dân, đã được công nhận là đô thị vào năm 1931.
Kinh tế gồm: sản xuất rượu rum, phát điện, khai thác dầu và ngư nghiệp.

## Thông tin nhân khẩu
Năm 2004, đô thị Santa Cruz del Norte có dân số 32.576 người. Diện tích là 376 km² (145,2 mi²), với mật độ dân số là 86,6người/km² (224,3người/sq mi).
Đô thị này được chia thành các phường (barrio) Boca de Jaruco, Jibacoa, Arcos de Canasí và Santa Cruz del Norte (the town proper).